# José Comblin
Joseph Comblin (ou José Comblin au Brésil), né le 22 mars 1923 à Bruxelles et décédé le 27 mars 2011 à Simões Filho, dans l'État de Bahia, au Brésil, est un prêtre catholique belge 'Fidei donum' et missionnaire au Brésil. Son expérience pastorale le conduisit à un engagement politique et à développer une théologie de la libération propre. Il obtint d'être naturalisé brésilien.

## Biographie
Joseph Comblin naît à Bruxelles le 22 mars 1923, est ordonné prêtre en 1947. Il achève trois ans plus tard un doctorat de théologie à l'Université catholique de Louvain puis est nommé vicaire à la Paroisse du Sacré-Cœur à Bruxelles. 
Entré au Collège pour l'Amérique Latine à Louvain, il est envoyé comme missionnaire au Brésil en 1958 dans le Nordeste comme prêtre Fidei donum.  Il y débute comme enseignant de chimie et de physique à Campinas, puis devient assistant à la JOC (Juventude Operária Católica), où il a comme étudiants ceux qui deviendront Frei Betto et Frei Tito.
De 1962 à 1965, Comblin est au Chili, puis il retourne ensuite au Brésil, à l’Institut de Théologie de Recife, à l'invitation de Dom Helder Camara dont il devient proche collaborateur. Il est professeur à l'Université catholique de Louvain à partir de 1971. 
Intellectuel érudit et engagé, il partage son temps entre l'enseignement et l'écriture. À partir de 1968, l'abbé Comblin s'inscrit dans la ligne d'une Théologie de la libération qui, sous l'impulsion de Gustavo Gutierrez, émerge progressivement. De 1968 à 1972, il est nommé expert au Conseil épiscopal latino-américain (CELAM).

## La théologie de la bêche
À partir de 1969, il fonde le « Centre rural de formation théologique »  dans le but de former des missionnaires laîcs. S'y pratique la « théologie de la bêche », méthode qui allie enseignement et apprentissage de l'agriculture. il collabore à la fondation de nombreux séminaires ruraux au Paraíba, d'où il tire et enrichit les bases pour la  « théologie de la bêche » (Teologia da Enxada). Il est aussi professeur de théologie en Équateur. 
Ses idées et son action indisposent le régime militaire: Il est expulsé du Brésil en 1971, et retourne au Chili pour une durée de huit ans. Déclaré à nouveau « Persona non grata », il est expulsé du Chili par Pinochet en 1980, en raison de la publication du livre A Ideologia da Segurança Nacional (1977). 
De retour au Brésil, il s'installe à Serra Redonda (Paraíba), où il poursuit son enseignement et ses nombreuses publications dans de nombreux domaines: la spiritualité (l'Esprit Saint, libérateur), l'analyse de la société (L'Église Catholique et les mirages du néo-libéralisme), la théologie (L'église des pauvres, est-ce pour demain ?). Il fonde un nouveau séminaire rural et nombreuses communautés de base ; cette méthode reçoit l'approbation de Paul VI. À cette époque, il fonde aussi des mouvements laïcs : les Missionários do Campo (1981), les Missionárias do Meio Popular (1986), les Missionários de Juazeiro de Bahia (1989), de Paraíba (1994) et de Tocantins (1997).
Dans ses dernières années, il habite à Sertão Paraibano. Il meurt à Simões Filho, le 27 mars 2011, à l'âge de 88 ans. Oscar Beozzo, théologien de la libération, écrit alors : 
« Nous venons de perdre un guide soucieux et exigeant comme les vieux prophètes. (...) Depuis son ordination en 1947, il n'a cessé de dénoncer les incohérences de l'Église qu'il accusait d'oublier les préférés de Dieu: le pauvre, l'orphelin, la veuve, l'étranger, etc. Il a travaillé toute sa vie pour une église prophétique au service des plus vulnérables. »

## Œuvres (sélection)
- Théologie de la ville, Éditions universitaires, Paris, 1968, 493 pages

- Le Pouvoir Militaire en Amérique Latine. L’Idéologie de la Sécurité Nationale. Paris, Éditions Jean Pierre Delarge, 1977.
- Théologie de la Révolution. Paris, Universitaires, 1970.
- Teologia da Libertação, Teologia Neoconservadora e Teologia Liberal. trad. port., Petrópolis, Ed. Vozes, 1985.
- Teologia da Reconciliação. Ideologia ou Reforço da Libertação. trad. port., Petrópolis, Ed. Vozes, 1986.
- A Força da Palavra. trad. port., Petrópolis, Ed. Vozes, 1986.
- Antropologia Cristã. trad. port., Petrópolis, Ed. Vozes, 1990.
- Viver na cidade - Pistas para a pastoral urbana. São Paulo : Paulus, 1997.  (ISBN 8534906408).
- Curso básico para animadores de comunidades de base. São Paulo : Paulus, 1997.  (ISBN 8534904421)
- Cristãos rumo ao século XXI - Nova caminhada de libertação, São Paulo : Paulus, 1997.  (ISBN 8534905347)
- A nuvem do não-saber. São Paulo : Paulus, 1998.  (ISBN 8534912416).
- Vocação para liberdade. São Paulo : Paulus, 1998.
- Desafios dos cristãos do século XXI. São Paulo : Paulus, 2000.  (ISBN 8534917043).
- Neoliberalismo (O) - Ideologia dominante na virada do século, Petrópolis : Vozes, 2001.  (ISBN 8532622909)
- Os desafios da cidade no século XXI. São Paulo : Paulus, 2002.  (ISBN 8534920192).
- Pastoral Urbana - O dinamismo na evangelização. Petrópolis : Vozes, 3ª edizione: 2002.  (ISBN 8532622534).
- O povo de Deus, São Paulo : Paulus, 2002.  (ISBN 8534918333)
- O Caminho - Ensaio sobre o seguimento de Jesus, São Paulo : Paulus, 2004.  (ISBN 8534922527).
- Quais os desafios dos temas teológicos atuais?, São Paulo : Paulus, 2005.   (ISBN 8534923817).
- O que é a verdade?, São Paulo : Paulus, 2005.  (ISBN 8534922993).
- Vaticano II - 40 anos depois, collaboration J.B. Libanio, José Comblin, José Oscar Beozzo, A. Lorscheider, J. M. Vigil. São Paulo : Paulus, 2005.  (ISBN 8534923671).
- A vida - Em busca da liberdade. São Paulo : Paulus, 2007.  (ISBN 978-853492733-8).
- A profecia na Igreja. São Paulo : Paulus, 2008.  (ISBN 978-853492989-9).

## Distinctions
Docteur honoris causa à l’Université Fédérale du Paraíba, 2001, « … pour ses travaux sur l’éducation populaire, sur la pastorale des masses pauvres de l’Amérique latine et pour ses nombreuses publications comme éducateur et humaniste … ».